# Алрик и Ейрик
Алрик и Ейрик (на нордически Alrekr и Eiríkr) са двама легендарни шведски конунги.
Според Сага за Инглингите на Снори Стурлусон, Алрик и Ейрик били синове и наследници на предишния конунг Агни. Те си поделили кралството и били еднакво силни в бойните умения, но най-вече били изкусни ездачи и си съперничили в това, както и по отношение на притежаваните коне.
Един ден докато препускали те се отдалечили много от своята свита и повече не се върнали. Били намерени мъртви с разбити глави, но без никакво оръжие, до телата им намерили единствено юздите на конете им. Затова всички предположили, че братята са се скарали и са се избили взаимно именно с юздите. В други източници обаче се твърди, че е загинал само Алрик и е възможно сведението, което дава Снори Стурлусон, да се дължи на някакво недоразумение и погрешно интерпретирана от него информация.
Така напр. „Сага за Готрек“ (Gautreks saga) дава по-различна информация. Там е казано, че Алрик имал кратък живот, защото Ейрик го ударил смъртоносно с юздата си докато обучавали конете си, и че след това Ейрик управлявал дълго като единствен владетел на Швеция. За дългото царуване на Ейрик се съобщава и в „Сага за Хролв, сина на Готрек“.
Впрочем в „Сага за Хролв, сина на Готрек“ се разказва и за Торнбьорг, дъщерята на Ейрик. Тя била добър воин (т.нар. skjaldmö – девойка-воин, която се биела обикновено с щит) и управлявала една част от земите на баща си. Тя дори се нарекла Крал Торберг. Но в края на краищата се влюбила в Хролв, сина на Готрек, и след като приела да се омъжи за него, оставила оръжията и започнала да бродира.
Шведският археолог Биргер Нерман на основание археологически и други данни датира гибелта на Алрик и евентуално на Ейрик към първата половина на V в. Наследници на Алрик и Ейрик станали синовете на Алрик – Ингви и Алв.